# José Iraragorri
José Iraragorri (16 de março de 1912 - 27 de abril de 1983) foi um futebolista espanhol. Ele competiu na Copa do Mundo FIFA de 1934, sediada na Itália, na qual a seleção de seu país terminou na quinta colocação dentre os 16 participantes.